# Harry's Law
Harry's Law is een Amerikaanse komedie en tv-dramaserie, die zich afspeelt in Ohio. De serie ging in première op 17 januari 2011. Na het tweede seizoen werd de serie niet verlengd.

## Verhaal
Harry's Law draait rond Harriet Korn, een onlangs ontslagen advocaat, en haar groep van geassocieerde advocaten. Als ze samen komen om een uniek advocatenkantoor in een schoenenwinkel in Cincinnati op te richten beginnen de zaken pas echt te draaien.

## Personages
- Kathy Bates als Harriet "Harry" Korn was een succesvol advocaat op het gebied van patenten en octrooien, wanneer ze in een midlifecrisis belandt en haar ontslag krijgt, besluit ze in een achterbuurt van Cincinnati haar eigen advocatenkantoor te beginnen in een schoenenwinkel, met haar groep van advocaten. Ze lijkt een nieuwe passie te hebben gevonden als strafrechtelijke advocaat. Ze is sarcastisch maar heeft ook droge humor. Harry streeft ernaar om het goede in mensen te zien. Ook al wijst alles erop dat de verdachte schuldig is probeert ze het tegendeel te bewijzen.

- Nate Corddry als Adam Branch is een jonge advocaat die na het per ongeluk raken van Harriet met zijn auto, ging werken bij Harriets advocatenkantoor. Hij bewondert Harriets vaardigheden als advocaat zeer, ondanks het feit dat hij tijdens een van de testen Harry benoemde als een 'arrogant stuk snot'. Hij verdedigt voor niks een wasserette om zo met een Aziatisch meisje te kunnen op trekken. Hij staat er om bekend een mooie vrouw in de buurt te hebben.

- Brittany Snow als Jenna Backstrom was de assistent van Harriet toen ze nog als patentadvocaat in dienst was. Wanneer Harriet een eigen advocatenkantoor opzet in een oude schoenenwinkel verbouwt zij de oude schoenenwinkel tot advocatenkantoor waar ook schoenen te koop zijn. Af en toe heeft ze de neiging om anders te reageren die andere irriteert. Ze heeft een opmerkelijke gewoonte om in de voorraadruimte te gaan wanneer ze overstuur raakt.

- Aml Ameen als Malcolm Davies is een student die letterlijk bovenop Harriet viel, toen hij probeerde zelfmoord te plegen. Nadat Harriet hem verdedigde en zijn straf teruggebracht kreeg naar 2 jaar voorwaardelijk, begon hij bij Harriets advocatenkantoor te werken als paralegal. Zijn wens was om advocaat te worden.

- Christopher McDonald als Thomas "Tommy" Jefferson is een arrogante, dure maar sterke advocaat die er bekend om staat een zo grote mogelijke show van te maken van een rechtszaak. Ondanks zijn arrogantie, ziet hij Harriet als een goede vriendin en is hij altijd bereid haar te verdedigen, ook al heeft een opmerkelijke gewoonte naar zichzelf te verwijzen in de derde persoon. Hij heeft een hekel aan Adam omdat hij hem in zijn eerste rechtszaak tegen hem als advocaat beledigde. Toen hij net in het leger moest schoot hij zichzelf al na een week in zijn voet zodat hij gelijk weer naar huis kon.

## Trivia
- De serie zou oorspronkelijk Kindreds gaan heten. Echter is er op het laatste moment voor Harry's Law gekozen.